# ماریوت رولیگ

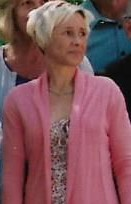
ماریوت رولیگ در سال ۲۰۱۶

ماریوت رولیگ (انگلیسی: Marjut Rolig؛ زادهٔ ۴ فوریهٔ ۱۹۶۶) اسکی‌باز صحرانوردی اهل فنلاند بود.